# Westerbeek (dorp)
Westerbeek (dialect: Den Twist) is een ontginningsdorp in de gemeente Land van Cuijk, in de Nederlandse provincie Noord-Brabant. Op 1 januari 2023 telde het dorp 710 inwoners, verdeeld over 261 woningen, met een gemiddelde WOZ-waarde van € 405.000, op een oppervlakte van 8,22 km².
Westerbeek is gelegen tussen de Rips en Oploo in Noord-Brabant, Nederland.

## Geschiedenis
Op het grondgebied van Westerbeek zijn voorwerpen uit het neolithicum aangetroffen, waaronder een bijl, een zogenaamde Rossener Keil.
Op 7 mei 1308 gaf Jan I van Cuijk de gemeenterechten uit aan de inwoners van Sambeek, Vierlingsbeek en Overloon. Tot de gemene grond van het Cuijklandse Overambt behoorde ook het gebied waar Westerbeek nu ligt. Pas tussen 1836 en 1855 werd dit gebied tussen de omliggende gemeenten verdeeld. Oploo kreeg niets en betwistte deze verdeling en de grens met Sambeek, waardoor het gebied aan de naam "Twistgronden" kwam.
Westerbeek ontstond vanaf 1858 als "Sambeekse Twist" en "Vierlingsbeekse Twist" op het grondgebied van beide gemeenten, toen de eerste pionier er een huis bouwde. Deze werd spoedig door anderen gevolgd. Tussen 1891 en 1925 vonden de meeste ontginningen plaats en nam het aantal inwoners navenant toe, zodat een volwaardig dorp ontstond. In 1938 werd de naam "Westerbeek" ingevoerd, naar analogie van Sambeek en Vierlingsbeek. In de volksmond wordt het dorp nog altijd "D'n Twist" genoemd.
Pas in 1921 kwam er een schooltje, in 1924 de kermis en in 1911 was er ook een melkfabriekje gekomen. Door de boeren werd nog turf gestoken die verkocht werd.
In 1921 werd de wens tot een eigen parochie kenbaar gemaakt. Westerbeek werd een zelfstandig rectoraat binnen de parochie Oploo. De rectorale hulpkerk, de Heilig Hart van Jezuskerk, werd op 23 september 1922 ingewijd. Architect was Hubert van Groenendael. Op 7 oktober 1960 werd Westerbeek een zelfstandige parochie. In 2003 is deze parochie gefuseerd met die van Stevensbeek en Overloon wegens een teruglopend aantal parochianen. In 2010 is de parochie nog verder gefuseerd zodat deze een 12-tal plaatsen beslaat.
De Tweede Wereldoorlog heeft weinig schade aangericht. In 1942 werd de gemeente Sambeek opgeheven en kwam Westerbeek bij de gemeente Oploo. Op 3 februari 1945 stortte een Engelse Avro Lancaster bommenwerper neer, die een fabriek in Bottrop had gebombardeerd en door een Duits jachtvliegtuig werd onderschept. Hierbij kwamen de zeven bemanningsleden om.
Op 4 mei 1997 is voor de parochiekerk een monument geplaatst ter herdenking van slachtoffers van de Tweede Wereldoorlog. De kunstsmid Juul Baltussen uit Westerbeek is gevraagd om een kopie van het toestel te maken. Het lijkt nu alsof een deel van het toestel uit de grond steekt.

## Natuur en landschap
Westerbeek ligt in de Peel die hier vooral door grootschalige landbouwontginningen gekenmerkt wordt. Ten westen van het plaatsje begint de Oploose Molenbeek. Bij Westerbeek lag ook het mobilisatiecomplex Rips-Oploo dat in 2011 weer een natuurgebied werd.

## Cultuur en recreatie
Het gemeenschapshuis van Westerbeek is De Schans. De voetbalvereniging van het dorp is VV Westerbeekse Boys.
Het Metropeelorkest is het regionale muziekgezelschap met haar roots in Westerbeek, de repetities zijn op maandagavond.

## Verenigingen
- Voetbalvereniging Westerbeekse Boys (opgericht in 1970)

## Woonachtig in Westerbeek
- Juul Baltussen (1958), beeldhouwer/kunstsmid[4]

## Nabijgelegen kernen
Oploo (4 km), Stevensbeek (4,5 km), Vredepeel (5 km), Overloon (7 km), De Rips (7 km)